# Thakurganj
Thakurganj là một thành phố và là một khu vực quy hoạch (notified area) của quận Kishanganj thuộc bang Bihar, Ấn Độ.

## Địa lý
Thakurganj có vị trí 26°27′B 88°08′Đ / 26,45°B 88,13°Đ Nó có độ cao trung bình là 82 mét (269 feet).

## Nhân khẩu
Theo điều tra dân số năm 2001 của Ấn Độ, Thakurganj có dân số 15.288 người. Phái nam chiếm 53% tổng số dân và phái nữ chiếm 47%. Thakurganj có tỷ lệ 54% biết đọc biết viết, thấp hơn tỷ lệ trung bình toàn quốc là 59,5%: tỷ lệ cho phái nam là 63%, và tỷ lệ cho phái nữ là 44%. Tại Thakurganj, 17% dân số nhỏ hơn 6 tuổi.